# Schmidtiana apicalis
Schmidtiana apicalis là một loài bọ cánh cứng trong họ Cerambycidae.